# The Suffragette (film 1913 Stedman)
The Suffragette è un cortometraggio muto del 1913 scritto e diretto da Marshall Stedman. Prodotto dalla Selig Polyscope Company, aveva come interpreti William Duncan, Myrtle Stedman, Lester Cuneo.

## Produzione
Il film fu prodotto dalla Selig Polyscope Company.

## Distribuzione
Distribuito dalla General Film Company, il film - un cortometraggio di 82,97 metri - uscì nelle sale cinematografiche statunitensi il 24 gennaio 1913. Il 20 aprile dello stesso anno, venne distribuito anche nel Regno Unito. Nelle proiezioni, veniva programmato con il sistema dello split reel, accorpato in un'unica bobina con un altro cortometraggio prodotto dalla Selig, il documentario The Ainus of Japan.